# Tar (Kara-Darja)
Tar (kir. Тар u svom gornjem toku Alaykuu) je rijeka u okrugu Karakuljdža Oške oblasti u Kirgistanu. Uzdiže se na sjevernim padinama lanca Alay (Pamir-Alay). Na sutoku s rijekom Karakuljdža istočno od Uzgena nastaje Kara-Darja. Dio Tara uzvodno od ušća Tereka naziva se Alaykuu.
Tar je dugačak 192 km s površinom porječja od 4,420 km2. Hrani se uglavnom vodom od snijega i leda i izvorima. Prosječni godišnji protok je 45,7 m³/s. Maksimalni protok je 214 m³/s u lipnju-srpnju, a najmanji - 8,9 m³/s u siječnju-veljači. Rijeka se uglavnom koristi za navodnjavanje.